# Acanthocyclops pennaki
Acanthocyclops pennaki är en kräftdjursart som beskrevs av J. W. Reid 1992. Acanthocyclops pennaki ingår i släktet Acanthocyclops och familjen Cyclopidae. Inga underarter finns listade i Catalogue of Life.